# Criss Source
Criss Source (* 19. April 1978 in Essen als Christian Marc Sauer) ist ein deutscher DJ, Musiker und Labelbetreiber.

## Leben
Sauer arbeitete bereits mit 15 Jahren erstmals als DJ. Damals hatte er seine ersten Auftritte unter anderem im Essener Passarella Club. Im Alter von 16 Jahren hatte Source regelmäßig Auftritte in den Clubs Tribehouse, Atomic Club, Move Club, Neuschwanstein, U-Club, Ratinger Hof, Katakomben, Poison Club und anderen.
Sources erste Single Ruhr Cowboy – ein Titel, der ihm als Spitzname erhalten blieb – erschien 1997 auf dem Essener Label Progressive Force. Ein Jahr später schloss er sich mit Marco Illetschko (Marc o’Tool) zusammen, mit dem er fortan Musikprojekte wie Chrome oder Motorcraft gründete, Remixes für Acts wie RMB oder Monoculture erstellte und auch seine eigenen Singles produzierte. 
Nach Veröffentlichung seiner 2004 erschienenen Single „Hugs’n Kisses“ trat Criss Source unter anderem in Brasilien, Belgien, Portugal, Schweden, Schweiz, Israel, Türkei und Mexiko auf.

## Diskografie (Auswahl)
- 1997: Ruhr Cowboy (Single, Progressive Force)
- 1998: Sunrise & Hold On (Single, Taaach! Recordings)
- 1999: Once Upon & Rosebowl (Single, Taaach! Recordings)
- 2000: Miami 3000 / Osaka 3000 (Single, Underworld Records)
- 2002: nineteen (underworld records)
- 2003: assindia/rush hour (mauritius music)
- 2004: hugs’n kisses/neo tokio (mauritius music)
- 2005: hugs’n kisses (vendetta records)
- 2005: hugs’n kisses (N.E.W.S)
- 2005: hugs’n kisses (global underground / lights out)
- 2005: gate twenty one / retrospective (mauritius music)
- 2005: Criss Source vs. marc o’tool – front&rearderailleur (superacht musik)
- 2006: Criss Source vs. marc o’tool – frontderailleur & Retrospective (vendetta records)